# Человек-комар
«Человек-комар» (англ. Mansquito) — американский фильм ужасов 2005 года, режиссёром фильма выступил Тибор Такач. Фильм был снят специально для телеканала «Syfy Universal» и является типичным представителем жанра категории B. Премьера фильма состоялась 5 марта 2005 года на телеканале «Syfy Universal». Фильм был выпущен на DVD в том же году.

## Сюжет
В секретной биолаборатории велись эксперименты по созданию антивируса, способного победить вирус, переносчиком которого были комары. Чтобы испытать вакцину на человеке, в лабораторию доставляют приговорённого к смертной казни заключённого Рэя Эриксона, который совершает побег. Во время побега в лаборатории происходит погром, в результате чего на тело Рэя попадает большое количество антивируса, предназначенного для комаров. Оказавшись на свободе, Рэй начинает превращаться в огромного москита…

## В ролях
- Корин Немек — лейтенант Томас Рэндалл
- Мусетта Вандер — доктор Дженнифер Аллен
- Мэтт Джордан — Рэй Эриксон / человек-комар
- Патрик Дрейкаусс — детектив Чарли Моррисон
- Джей Бенедикт[англ.] — доктор Аарон Майклз
- Криста Кэмпбелл — Лиз

## Съёмочная группа
- Режиссёр: Тибор Такач
- Продюсер: Кеннет М. Бэдиш, Боаз Дэвидсон[англ.], Дэвид Варод
- Сценарист: Майкл Херст, Кеннет М. Бэдиш, Рэй Канелла
- Оператор: Эмиль Топузов
- Композитор: Джозеф Конлан[англ.], Софиа Моризе

## Отзывы
- «Dread Central» дал фильму сдержанно-положительную рецензию: «„Человек-комар“ — это забавный возврат к фильмам категории „B“ былых времен…»[4].
- Крис Карл («IGN») раскритиковал фильм: «…беспорядочная мешанина из глупой логики, странного кастинга, плохой компьютерной графики…»[5].